# Hypericum aciferum
Hypericum aciferum es una especie de planta con flores de la familia del hipérico Hypericaceae. Es un pequeño arbusto endémico de la isla griega de Creta. H. aciferum crece formando una estera en el suelo, con ramas retorcidas, hojas en forma de aguja y pétalos dorados largos. Sus flores son también heterostilas, lo que significa que la especie puede presentar uno de dos tipos de flores en plantas diferentes. Este rasgo es único dentro del género Hypericum y se limita a H. aciferum, H. russeggeri y H. aegypticum, las tres especies de la sección Adenotrias.
La especie fue descrita por Werner Greuter en 1965 como Elodes acifera y posteriormente ubicada en la sección Adenotrias del género Hypericum por Norman Robson en 1984. Hypericum aciferum tiene una distribución extremadamente limitada en la esquina suroeste de Creta, donde se encuentra en grietas de rocas. Fue clasificada como en peligro varias veces en las décadas de 1980 y 1990 debido a su pequeña población y amenazas como el pastoreo y los incendios. Fue protegida por la Agencia Europea de Medio Ambiente, y en 2015 se estableció una reserva microvegetal para conservarla. La Unión Internacional para la Conservación de la Naturaleza la reevaluó como vulnerable en 2021 y registró su población como estable. La planta no se utiliza con fines ornamentales ni farmacéuticos.

## Etimología
El nombre del género Hypericum posiblemente derive de las palabras griegas hyper (sobre) y eikon (imagen), en referencia a la tradición de colgar la planta sobre iconos religiosos en el hogar. El epíteto específico aciferum proviene del latín y probablemente se refiere a las hojas en forma de aguja de la planta.

## Descripción
Hypericum aciferum es un pequeño arbusto que crece entre 5 y 6 centímetros de altura. La especie se desarrolla cerca del suelo, con numerosas ramas retorcidas que se presionan contra el terreno, formando una estera que puede alcanzar hasta 60 cm de ancho. Los tallos y hojas de la planta carecen de pelos en su superficie y tampoco presentan ningún tipo de glándulas.
Los tallos son mayormente cilíndricos cuando la planta madura. Las hojas se disponen en lados opuestos del tallo, son estrechas pero tienen un extremo más grueso y redondeado. Miden entre 0,5 y 1,2 cm de largo y entre 0,06 y 0,14 cm de ancho. La nervadura central está elevada en el envés de la hoja, como la quilla de un barco, pero ligeramente hundida en la cara superior. La forma de las hojas recuerda a una aguja y tienen una textura coriácea.
Las flores se organizan en racimos pequeños y simples que consisten en una sola rama. Cada racimo suele tener dos o tres flores, cada una sostenida por un pedicelo de aproximadamente 0,2 cm de largo. Las flores miden 0,8 cm y son heterostilas, con sépalos elípticos y pétalos largos de color amarillo dorado. Los pétalos tienen 0,75 cm de largo y 0,15 cm de ancho, y se curvan en la punta. Los estambres están agrupados en tres haces de tres, con anteras carnosas. La cápsula de semillas es septicida, lo que significa que se abre a lo largo de tres costuras.
Las plantas de Hypericum aciferum pueden tener uno de dos tipos de flores, un fenómeno conocido como heterostilia. En las flores de Tipo 1, los estilos son mucho más largos que los estambres; en las de Tipo 2, los estambres son mucho más largos que los estilos. La polinización por insectos suele ocurrir solo entre tipos diferentes de flores, promoviendo la diversidad genética dentro de la especie. Un estudio a pequeña escala sugirió una proporción de flores Tipo 1 a Tipo 2 de 1:1,5.
Hypericum aciferum se asemeja más en apariencia a las otras dos especies de la sección Adenotrias: H. russeggeri y H. aegypticum. Se distingue principalmente por su tamaño reducido. En comparación con H. russeggeri, también tiene hojas más estrechas, menos flores, pétalos con menos curvatura y menos estambres en cada haz.

## Taxonomía
La especie fue descrita formalmente por Werner Greuter en la revista Candollea en 1965. Al discutir en qué género colocar la nueva especie, Greuter afirmó que tiene una apariencia y hábitat natural similares a las plantas del género Triadenia. Sin embargo, también señaló que no consideraba a Triadenia un taxón válido, ya que especímenes de T. microphylla (la especie tipo en la que se basó el género) resultaron ser Hypericum aegypticum. Por ello, decidió ubicar su nueva especie en el género relacionado Elodes, nombrándola Elodes acifera. Además, planteó la hipótesis de que una especie llamada Elodes russeggeri (ahora Hypericum russeggeri y antes Triadenia russeggeri) estaba estrechamente relacionada con E. acifera. Así, creó una nueva sección dentro de Elodes, denominándola Adenotrias.
Norman Robson describió la especie nuevamente en 1967 en la revista Feddes Repertorium, trasladándola al género Hypericum bajo su nombre actualmente aceptado, Hypericum aciferum. El nuevo nombre fue confirmado en el catálogo de especies Flora Europaea dos años después, y Werner Greuter respaldó esta ubicación en Annales Musei Goulandris en 1973.
En varios momentos desde que Robson asignó la especie a Hypericum, varias secciones de ese extenso género fueron segregadas nuevamente. La razón principal fue ciertas adaptaciones florales convergentes que Robson denominó "síndrome de Elodes". Aunque la sección Adenotrias también presenta esas adaptaciones, se mantuvo en el género, por lo que el nombre Hypericum aciferum permaneció constante; esto fue confirmado por un estudio de filogenética molecular en 2013.

## Distribución, hábitat y ecología
Hypericum aciferum fue descrito originalmente en una única localidad en el suroeste de Creta. Hoy se sabe que es endémico de la isla de Creta, y se encuentra en solo dos lugares: uno en la región de Sfakiá y otro en el área de Selino. Hypericum aciferum es un casmochaméfito, que crece a menudo en grietas de rocas. Se encuentra entre rocas de caliza u otras rocas calcáreas a altitudes de 5–40 metros. A pesar de tener un hábitat muy similar al de H. russeggeri y H. aegypticum, se encuentra con mucha menos frecuencia.
Hypericum aciferum se puede hallar junto a otras especies, como Allium bourgeaui, Centaurea argentea, Dianthus fruticosus, Origanum dictamnus, Ornithogalum creticum y Staehelina fruticosa. Parte de la población se encuentra dentro de un bosque de Pinus halepensis. Uno de los métodos por los que H. aciferum se propaga es la mirmecocoria; las hormigas ayudan a dispersar sus semillas trasladándolas de un lugar a otro.
La planta se puede propagar fácilmente a partir de semillas almacenadas en un banco de semillas. Esto se realiza sembrando las semillas en primavera, apenas cubriéndolas con tierra. Luego se dejan germinar durante 1–3 meses a una temperatura de 10–16 °C. Las plantas crecen mejor en grietas rocosas secas y soleadas, con protección contra la humedad invernal. La división de plantas maduras se realiza en primavera.

## Conservación
La Lista de plantas raras, amenazadas y endémicas de Europa de la Unión Internacional para la Conservación de la Naturaleza catalogó a Hypericum aciferum como endémico de Grecia y como una especie en peligro en 1982. En 1994, la Agencia Europea de Medio Ambiente marcó a Hypericum aciferum como una "especie de flora estrictamente protegida". Una evaluación más detallada se incluyó en el Libro Rojo de Datos de Grecia de 1995, que contó un total de 95 plantas de la especie en estado silvestre y algunas cultivadas en un jardín municipal en Heraclión. H. aciferum también fue incluido en la Lista Roja de la UICN de 1997, donde se confirmó su evaluación como especie en peligro.
Desde 2015, la mayor parte de la población de Hypericum aciferum está contenida dentro de una reserva microvegetal (RMV) de aproximadamente 6,5 hectáreas. Está centrada cerca de Agia Roumeli en la playa de Fournoti y abarca la salida de una pequeña área de un cañón. La RMV albergaba unas 130 plantas de la especie en 2013 y tenía una situación "favorable" para la conservación, con el objetivo de alcanzar eventualmente 300 plantas. Sin embargo, debido al número críticamente bajo de plantas, aún existe un alto riesgo de extinción para la especie. Las mayores amenazas para Hypericum aciferum son la actividad humana, los incendios y la erosión de su hábitat. El pastoreo de ganado y el cambio climático también representan leves factores de estrés para la especie. La UICN reevaluó la especie en 2021, clasificando a Hypericum aciferum como vulnerable y con una población estable.

## Usos
Hypericum aciferum tiene una idoneidad extremadamente baja para su uso como planta de jardín, y es particularmente inadecuada como planta en maceta o para patios. A diferencia de otros miembros de Hypericum, no se conoce que la especie tenga uso farmacéutico alguno hasta 2007.